# Albert Crommelynck
Pour les articles homonymes, voir Crommelynck.
Albert Crommelynck, né le 22 novembre 1902 à Molenbeek-Saint-Jean et mort le 7 mars 1993 à Bruxelles, est un peintre et graveur belge. Il est le frère du dramaturge Fernand Crommelynck.

## Biographie
Peintre de portraits, décorateur de théâtre, fresquiste, graveur, Albert Crommelynck est réputé pour ses portraits à la ligne tendue et serrée.
Il étudie à l'Académie de Bruxelles dans l'atelier de Constant Montald. Se fixe à Paris en 1924. Expose au Salon des Indépendants en 1925. S'installe en Suisse, en Italie (1931-32) et en Angleterre (1937-1940). 
Fait des décors pour le théâtre Hébertot à Paris en 1947. Expose au musée d'art moderne (Paris, 1946), au musée de Buenos Aires et à la Biennale de Venise (1948).
Rétrospective au musée d'art moderne (Bruxelles, 1985). 
Professeur à l'Institut des beaux-arts d'Anvers et à l'École de La Cambre. Membre de l'Académie royale de Belgique.
Auderghem lui a dédié un clos tandis qu'une école porte son nom à Woluwe-Saint-Pierre.